# Kanton Vigneux-sur-Seine
Kanton Vigneux-sur-Seine is een kanton van het Franse departement Essonne. Kanton Vigneux-sur-Seine maakt deel uit van het arrondissement Évry en telt 58.336 inwoners in 2018.

## Gemeenten
Het kanton Vigneux-sur-Seine omvatte tot 2014 enkel de gemeente Vigneux-sur-Seine.
Door de herindeling van de kantons bij decreet van 24 februari 2014 met uitwerking op 22 maart 2015 zijn daar de gemeenten:
- Crosne
- Montgeron ( deel : noord-oostzijde )

aan toegevoegd.